# Domani sarò tua
Domani sarò tua (The Crystal Ball) è un film del 1943 diretto da Elliott Nugent.
È un film commedia statunitense con Ray Milland, Paulette Goddard e William Bendix.

## Produzione
Il film, diretto da Elliott Nugent su una sceneggiatura di Virginia Van Upp con il soggetto di Steven Vas, fu prodotto da Buddy G. DeSylva (non accreditato) per la Paramount Pictures e girato nei Paramount Studios a Hollywood, in California. Il titolo di lavorazione fu Redheads Are Dangerous. I produttori presero in considerazione l'ingaggio di Ginger Rogers per il ruolo da protagonista, idea poi scartata.

## Distribuzione
Il film fu distribuito con il titolo The Crystal Ball negli Stati Uniti dal 1943 al cinema dalla United Artists. Il film è parte di un pacchetto di lungometraggi prodotti dalla Paramount sotto il nome di Cinema Guild Productions poi venduti alla United Artists nel biennio 1942-1943 per la distribuzione.
Altre distribuzioni:
- in Svezia il 4 ottobre 1943 (Den rödhåriga går på jakt)
- in Portogallo il 26 giugno 1944 (As Ruivas São Perigosas)
- in Danimarca il 15 settembre 1947 (Ham vil jeg ha')
- in Francia il 25 maggio 1948 (La boule de cristal)
- in Finlandia il 22 novembre 1959 (Kristallipallo, in TV)
- in Brasile (Bola de Cristal e A Bola de Cristal)
- in Spagna (La pitonisa)
- in Italia (Domani sarò tua)

## Critica
Secondo il Morandini il film è "futile e piacevole" e "si finisce con le torte in faccia".